# Jacob Bach
Jacob Bach o Johann Jacob (Wolfsbehringen, Alemania, 1655 - Ruhla, 1718) fue un músico y militar alemán.
Era hijo de Wendel Bach. Después de estudiar en las escuelas de latín de Eisenach y Mühlhausen, fue mosquetero del ejército del príncipe de Eisenach y luego cantor en Thal, Steinbach, Wasungen y Ruhla, donde murió.
Hijos suyos fueron:
- Nicolaus Ephraim Bach (1690-1760).
- Georg Michael Bach (1703-1771).
- Johann Ludwig Bach (1677-1731).